# Бежен, Моник
Моник Бежен (фр. Monique Bégin; 1 марта 1936, Рим, Италия — 8 сентября 2023, Оттава, Канада) — канадская учёная-социолог и государственный деятель. Министр национальных доходов и министр здравоохранения и социального обеспечения в либеральных кабинетах Пьера Трюдо и Джона Тернера в 1976—1984 годах, член Тайного совета (1976), впоследствии руководитель кафедры женских исследований в Карлтонском университете и декан медицинского факультета Оттавского университета. Член Королевского общества Канады с 1996 года, компаньон ордена Канады (2020, офицер с 1997).

## Биография
Родилась в 1936 году в Риме в семье канадца и фламандки, став первой из их многочисленных детей. Во время Второй мировой войны семья перебралась в Канаду в статусе беженцев и осела в монреальском районе Нотр-Дам-де-Грас. Моник посещала местную среднюю школу с 1942 года, затем изучала социологию в Монреальском университете. В 1955 году получила учительский сертификат. Завершила обучение в Монреале со степенью магистра в 1961 году, после чего провела два года в Сорбонне, защитив докторскую диссертацию в 1963 году.
Вернувшись в Канаду, активно занялась защитой прав женщин. В 1966 году стала одной из 16 основательниц Федерации женщин Квебека и её первым вице-президентом. На следующий год назначена генеральным секретарём Королевской комиссии по изучению статуса женщин в Канаде; комиссия представила свои выводы в 1970 году.
В 1972 году как кандидат от Либеральной партии избрана депутатом Палаты общин от округа Сент-Мишель; Бежен стала одной из первых трёх женщин, представлявших Квебек в Палате общин, наряду с избранными в том же году Жанной Сове и Альбани Морен. Переизбиралась в парламент в 1974, 1979 и 1980 годах, причём на двух последних выборах — самым крупным на тот момент большинством голосов в истории канадских федеральных выборов.
В 1976 году, формируя правительственный кабинет, премьер-министр Пьер Трюдо предложил Бежен портфель министра по статусу женщин. Она отклонила это предложение, поскольку с этой должностью не получала ни бюджета, ни министерского штата. В итоге Трюдо поручил ей возглавить Канадское налоговое агентство, руководитель которого носит звание министра национальных доходов. В том же году Бежен вошла в Тайный совет королевы для Канады. В 1977 году заняла новый пост — министра здравоохранения и социального обеспечения, на котором оставалась до 1984 года с коротким перерывом на время пребывания либералов в оппозиции в 1979—1980 годах. На министерских постах провела три последовательных увеличения пособий по старости нуждающимся гражданам и была ответственной за введение в Канаде налоговой льготы на детей. Сыграла ключевую роль в принятии закона о здравоохранении 1984 года, гарантирующего базовое медицинское обслуживание всем жителям страны вне зависимости от их финансового положения. Закон 1984 года стал основой системы всеобщего здравоохранения в Канаде. При Бежен начался также процесс делегирования услуг в области здравоохранения для представителей коренных народов Канады их общинным организациям и были запущены первые программы подготовки специалистов в области здравоохранения для этих народов.
Отказалась участвовать в очередных парламентских выборах в 1984 году, вернувшись к научной и преподавательской работе. В 1984—1985 годах преподавала в Университете Нотр-Дам (Индиана, США), в 1985—1986 годах — в Макгиллском университете в Монреале. В 1986 году заняла пост заведующей объединённой кафедрой женских исследований Карлтонского и Оттавского университетов. С 1990 до 1997 года занимала должность декана медицинского факультета Оттавского университета; преподавала также в школе менеджмента этого университета. В 1997 году получила статус профессора-эмерита.
В 1993—1995 годах Бежен была сопредседательницей Королевской комиссии по образованию Онтарио. В 2005 году приглашена в состав комиссии ВОЗ по социальным детерминантам здоровья, которую возглавлял Майкл Мармот. В этой комиссии проработала до 2008 года. Скончалась в Оттаве в сентябре 2023 года в возрасте 87 лет. Прах Бежен захоронен на монреальском кладбище Нотр-Дам-де-Неж.

## Признание заслуг
В 1984 году удостоена первой медали Брока Чисхольма от Медицинского общества Всемирной организации здравоохранения. В 1996 году избрана членом Королевского общества Канады. На следующий год произведена в офицеры ордена Канады, а в 2020 году повышена до компаньона — высшей степени этой награды. В обосновании решения о производстве в компаньоны ордена Канады указаны заслуги Бежен в области социальной справедливости, образования и общественного здоровья. 
За заслуги в сфере защиты гражданских прав и общественной политики удостоена почётных докторских званий от 14 университетов. С 2008 года — заслуженный член Канадской академии медицинских наук (англ. Canadian Academy of Health Sciences), в 2013 году за заслуги перед системой здравоохранения Канады стала пожизненным почётным членом Канадской ассоциации здравоохранения. В 2015 году удостоена Премии генерал-губернатора в память о «Деле о личностях».